# 天寧駅
天寧駅（てんねいえき）は、かつて北海道釧路市貝塚町（現在の貝塚3丁目） にあった日本国有鉄道（国鉄）根室本線（貨物支線）の貨物駅である。事務管理コードは▲110475。国鉄の鉄道貨物輸送縮小計画によって1984年（昭和59年）に廃止された。

## 歴史

### 年表

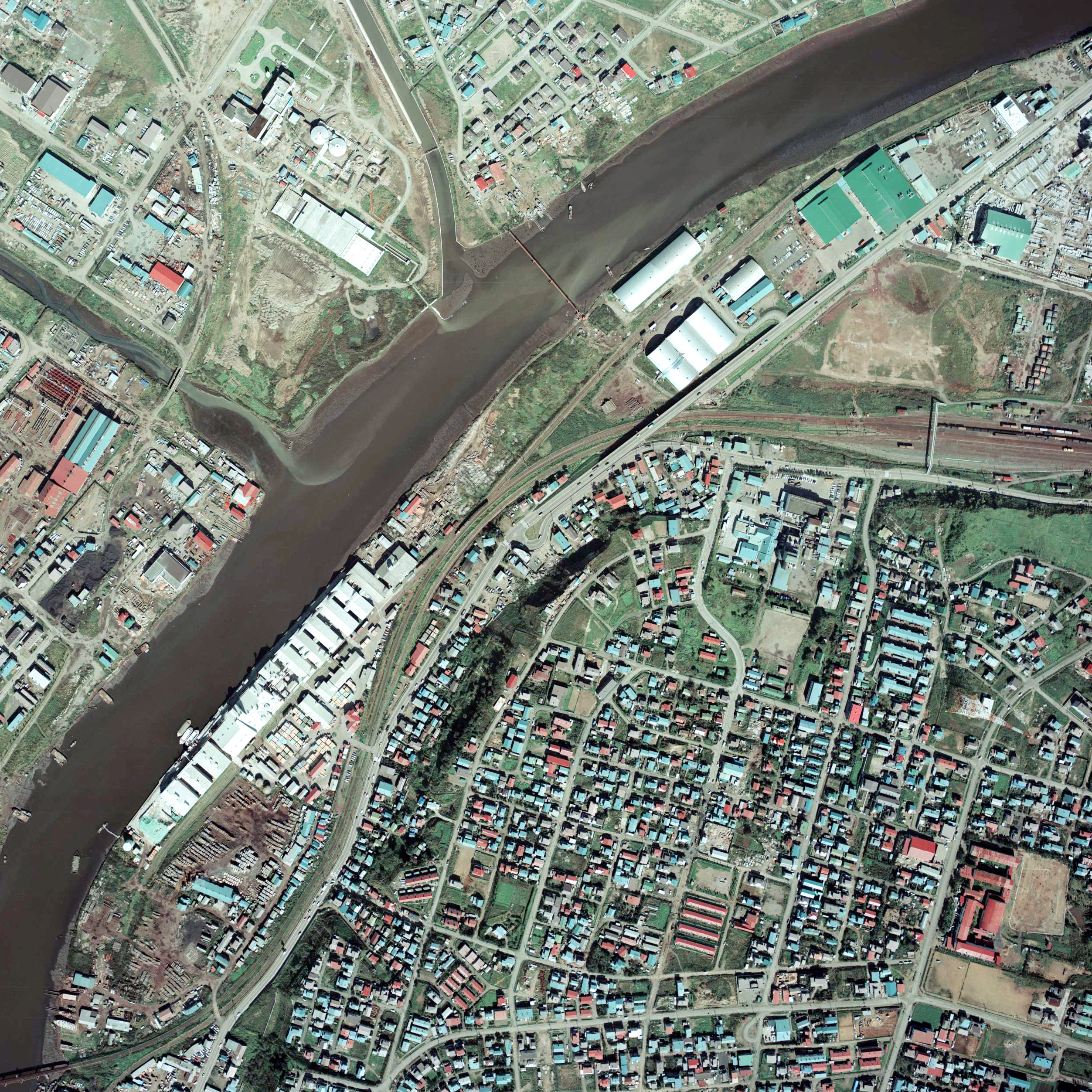
1977年の根室本線 天寧駅 周囲1.2 km範囲。左下の釧路川橋梁から右中央の東釧路駅構内へ根室本線。写真右上方から左下方へ本線に対して接線状に敷かれているのが天寧の貨物線。写真中央の接点の川側に赤い屋根の小さな家屋が天寧駅駅舎、北側の蒲鉾屋根の農協倉庫が取り巻いて建てられている所が駅構内で、その北の緑の大きな屋根を持つ北海製罐釧路工場辺りまでが当貨物線。そこから道路を横切って太平洋炭礦関連工場の専用線が伸びていたが撤去されている。貨物線は南は日東化学工業の工場と釧路木材倉庫の倉庫群を過ぎて根室本線釧路川橋梁手前の艀を製造していた天寧造船所近くまで敷かれていたが、既に末端は撤去されて草生している。出典：国土交通省国土地理院 地図・空中写真閲覧サービス CHO7746-C16-10を元に作成。

- 1922年（大正11年）頃：釧路駅 - 上別保駅間から株式会社釧路木材倉庫の専用線敷設が計画される[3][4]。
- 1923年（大正12年）9月25日：鉄道省根室本線釧路駅 - 上別保駅（→別保駅）間から分岐する形で天寧駅開業[5]。扱い上は釧路駅 - 上別保駅間に設置されている扱いとなる[6][注 1]。
- 1925年（大正14年）3月16日：釧路駅 - 上別保駅間の釧路臨港鉄道接続点を別保信号場として開設し、運賃計算上の接続駅としたことに伴い[7]、運賃計算上当駅へは別保信号場で根室本線から分岐する形となった[注 2][7]。
- 時期不詳（大正15年頃）：支線南側に大日本人造肥料釧路工場（後に日東化学工業が工場買収）設置。専用線敷設[8]。
- 1928年（昭和3年）11月11日：別保信号場が一般駅となり東釧路駅として開業、引き続き運賃計算上の分岐駅となる[9]。
- 時期不詳（昭和5年前後）：支線を釧路川河畔の木材土場に沿って南へ延伸[10]。
- 1940年（昭和15年）1月15日：前日付で釧路駅 - 当駅間の貨物運輸営業を廃止し、同日より東釧路駅 - 当駅間の貨物運輸営業を開始。施設上も東釧路駅から分岐する支線となり、改キロ（当駅 - 東釧路駅：1.5 km）[11][12]。
- 時期不詳（昭和20年代中頃）：支線北側から内陸側へ太平洋炭礦の付帯工場（火力発電所、練炭工場等）専用線が延伸[13]。
- 1960年（昭和35年）11月：北海製罐が釧路工場を支線北側に設置[14]。
- 1984年（昭和59年）2月1日：支線廃止により、廃駅。

### 駅名の由来
付近の地名から。「てんねる」とも読まれることがある。アイヌ語の「テイネイ（teine-i）」（湿れている・ところ＝湿原）、あるいは「テイネル（teine-ru）」（湿れている・道）、のいずれかに由来する。

## 駅構造

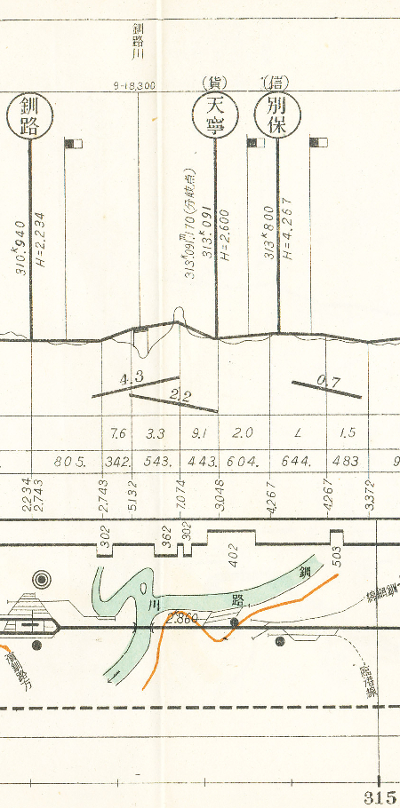
昭和3年版線路一覧略図からの抜粋。配線略図中の黒丸は駅舎位置を示す。別保信号場からではなく本線から直接分岐。図中「分岐点」313.09 kmは別保信号場の構内中央から約700 m、釧路駅構内中央から約2.2 kmの地点。

- 北側に伸びた支線の中間位置に、本線を挟んで2本の側線を有する構内を有した[16]。
- 駅舎は上記構内中央の内陸側に置かれていた[16] が、後年支線のスイッチバック点（南北に伸びた支線のほぼ中間点）の河川側へ移転し、構内と駅舎が全く離れた変わった構造となった。
- 支線の分岐方向に関しては、初期の地図のほとんどが本線より直接北へ分岐する形になっており、また昭和3年版線路一覧略図では別保信号場からではなく本線途中から北側へ分岐するように描かれていて、それを裏付けている。その後、東釧路駅構内から釧路駅側へ本線に沿った後に北側にある当駅方向へスイッチバックする形になったものと思われる。

## 駅跡
- 貝塚町（現在の貝塚3丁目）の駅構内を取り囲むように両側に隣接して昭和40年台に数棟のカマボコ型農協倉庫が建てられたが、現在もそのまま残されている。
- 南側の材木町へ延伸していた貨物支線周辺は、廃線前の昭和50年台から既に木材需要が無くなったために荒れ地となって放置されていたが、民間業者によってソーラー発電所が計画され、設置工事が始められている。
- 支線に沿って操業していた日東化学工業や北海製罐の工場は撤去されて跡形もない。
- 軌道は殆ど撤去されたが、東釧路駅から橋南幹線道路の陸橋まで、根室本線脇に僅かに残されている。

## 隣の駅
日本国有鉄道
根室本線 貨物支線
東釧路駅 - 天寧駅